# Ibarrak
Die Comarca Ibarrak ist eine der 14 Comarcas in der autonomen Gemeinschaft Navarra.
Die nördlich gelegene Comarca umfasst 19 Gemeinden auf einer Fläche von 676,58 km².

## Gemeinden
| Gemeinde                    | Einwohner (2024) | Fläche km² | Dichte Einw./km² | Cod INE | Postleitzahl |
| --------------------------- | ---------------- | ---------- | ---------------- | ------- | ------------ |
| Anue                        | 486              | 61,45      | 8                | 31017   | 31798        |
| Atez/Atetz                  | 216              | 26,33      | 8                | 31040   | 31867        |
| Belascoáin                  | 129              | 6,08       | 21               | 31052   | 31174        |
| Bidaurreta                  | 170              | 5,14       | 33               | 31253   | 31174        |
| Cendea de Olza/Oltza Zendea | 1.842            | 41,25      | 45               | 31193   | 31171        |
| Ciriza                      | 161              | 4,36       | 37               | 31075   | 31174        |
| Echarri/Etxarri             | 78               | 2,29       | 34               | 31083   | 31174        |
| Esteribar                   | 2.877            | 146,77     | 20               | 31098   | 31280        |
| Etxauri                     | 662              | 14,10      | 47               | 31085   | 31174        |
| Ezcabarte                   | 1.870            | 34,16      | 55               | 31101   | 31194        |
| Goñi                        | 172              | 42,30      | 4                | 31118   | 31172        |
| Iza/Itza                    | 1.380            | 51,49      | 27               | 31131   | 31892        |
| Juslapeña/Txulapai          | 565              | 31,51      | 18               | 31136   | 31193        |
| Lantz                       | 151              | 16,88      | 9                | 31140   | 31798        |
| Odieta                      | 378              | 24,09      | 16               | 31186   | 31799        |
| Oláibar                     | 407              | 15,99      | 25               | 31188   | 31789        |
| Ultzama                     | 1.628            | 96,44      | 17               | 31236   | 31797, 31799 |
| Valle de Ollo/Ollaran       | 436              | 37,22      | 12               | 31194   | 31172        |
| Zabaltza                    | 297              | 14,04      | 21               | 31262   | 31174        |
| Comarca Ibarrak             | 13.905           | 676,58     | 21               | –       | –            |

Auf dem Gebiet der Comarca befinden sich noch die folgenden sieben gemeindefreien Gebiete (Comunidades) auf einer Gesamtfläche von 4,69 km²:
| Comunidad   | Fläche   |
| ----------- | -------- |
| Facería 35: | 0,43 km² |
| Facería 46: | 0,84 km² |
| Facería 49: | 2,03 km² |
| Facería 50: | 0,06 km² |
| Facería 52: | 0,03 km² |
| Facería 55: | 0,88 km² |
| Facería 56: | 0,42 km² |